# فلاديمير تيميلكوف
فلاديمير تيميلكوف مواليد 26 مارس 1980 في فيليس، جمهورية مقدونيا، هو لاعب كرة يد مقدوني يلعب كجناح أيمن. مثل منتخب مقدونيا لكرة اليد.

## سجل المنافسة
شارك في البطولات التالية:
- بطولة أوروبا لكرة اليد للرجال 2012